# Kyohei Yumisaki
Kyohei Yumisaki (弓崎 恭平 Yumisaki Kyohei?), född 30 oktober 1992 i Fukuoka prefektur, är en japansk fotbollsspelare.
Yumisaki började sin karriär 2015 i Giravanz Kitakyushu. 2018 flyttade han till Kataller Toyama.